# Bras de fer
Bras de fer je francouzský hraný film z roku 1985, který režíroval Gérard Vergez podle vlastního scénáře.

## Děj
V roce 1943 pověřily britské tajné služby francouzského agenta Pierra Wagniese zvláštní misí. Agent byl vysazen na padáku na kontinentu, kde musí operovat v samém srdci okupované Paříže, v paláci, kde se setkávají Němci a kolaboranti. V Paříži potkává starého přítele Delancourta, šampióna v šermu jako on, který nyní žije s jeho bývalou ženou Camille. Delancourt mu prozradí, že on se také účastní zvláštní operace. Následné událostí však vedou Wagnieho k domněnce, že Delancourt by mohl pracoval spíš pro Němce. Zároveň se znovu probudí jeho city k bývalé manželce.

## Obsazení
| Bernard Giraudeau  | Delancourt, řečený Condor      |
| Christophe Malavoy | Pierre Wagnies, alias Augustin |
| Ángela Molinová    | Camille Delancourt             |
| Mathieu Carrière   | von Bleicher                   |
| Pierre-Loup Rajot  | Potier                         |
| François Lalande   | Werner                         |
| Thierry Ravel      | cikán                          |
| Agnès Garreau      | Potierova snoubenka            |
| Edward Meeks       | plukovník                      |